# Bezvláska vlnkatá
Bezvláska vlnkatá (Atrichum undulatum Hedw.), také zvána jako bezvláska čeřitá, je mech z čeledi ploníkovitých.

## Vzhled

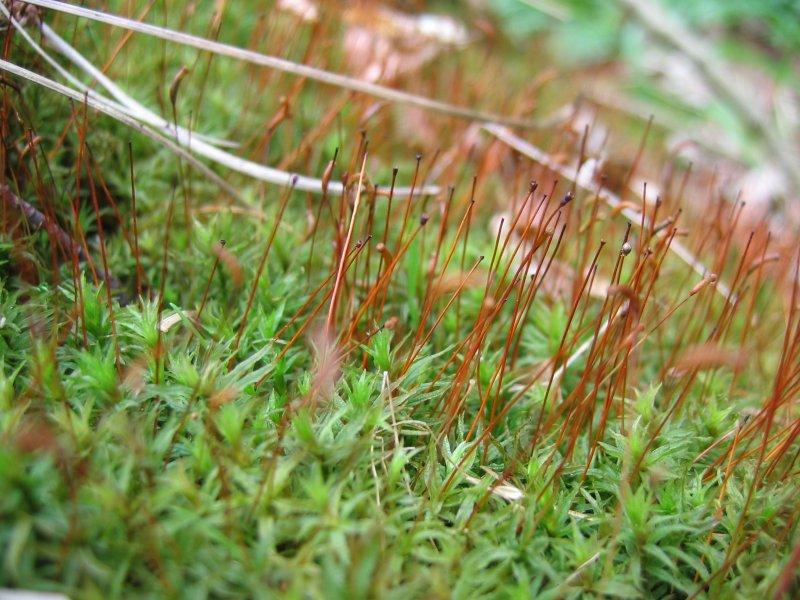
Atrichum undulatum sporogonen

Bezvláska vlnkatá je velký vrchoplodý druh mechu. Lodyžka tmavozelené barvy může být až 8 cm vysoká. Lístky jsou úzké, jazykovité, délka mezi 5 až 10 mm. Lístek je zpravidla zřetelně příčně vlnkatý, okraje lístků jsou dvojitými zuby zubaté až pod prostředek. Na rozdíl od ploníku má lamely pouze na žebru fyloidů dvojitě prohnuté a zvlněné. Na žebrech 4 až 8 asimilačními listenů. Štět má načervenalou barvu a je 2 až 4 cm dlouhý, bývá sdružený ve skupinách po dvou. Tobolka má válcovitý tvar a je silně zakřivená.

## Ekologie
Často osidluje bohaté, humózní, podzolové půdy na stinných místech nebo čerstvě vlhké jílové půdy (okraje cest apod.).